# Lunéville
Lunéville je město v departmentu Meurthe-et-Moselle v severovýchodní Francii. Město leží u soutoku řek Meurthe a Vezouze.

## Památky
- zámek Lunéville z 18. století
- synagoga z 18. století

## Vývoj počtu obyvatel
Počet obyvatel

## Osobnosti města
- Karel Alexandr Lotrinský (1712 - 1780) , bratr císaře Františka I. Štěpána a švagr královny Marie Terezie
- Jean-Marie Bastien-Thiry (1927 – 1963), důstojník, jeden z vůdců spiknutí a neúspěšného atentátu OAS proti francouzskému prezidentovi Charlesi de Gaullovi
- 23. února 1766 zde zemřel polský král Stanisław I. Leszczyński (1677 – 1766)

## Partnerská města
- Hämeenkyrö, Finsko
- Schwetzingen, Německo